# Macrelmis itatiaiensis
Macrelmis itatiaiensis – gatunek chrząszcza z rodziny osuszkowatych.
Chrząszcz o ciele długości od 4,5 do 5 mm i szerokości od 2 do 2,2 mm, ubarwiony czarno z rudobrązowymi czułkami, stopami i narządami gębowymi. Ciało pokrywają drobne, okrągłe do owalnych guzki. Nadustek jest na przednim brzegu ścięty, a gula, podbródek i policzki omszone. Przedplecze jest szersze niż dłuższe, o wypukłych i drobno piłkowanych brzegach bocznych i gęsto ziarenkowanej powierzchni. Cechuje je obecność żeberek przybocznych i brak nabrzmiałości. Hypomeron jest guzkowany i omszony. Na rzeźbę pokryw składają się równoległe, głęboko punktowane rzędy i miejscami guzkowane międzyrzędy. Wierzchołki pokryw rozchodzą się. Odnóża są guzkowane, a środkowa ich para ma na goleniach po dwie grzywki włosków czyszczących. Samca cechują krótkie i tęgie paramery, tak długie jak edeagus.
Owad neotropikalny, znany tylko z brazylijskiego stanu Minas Gerais. Lokalizacja typowa znajduje się w masywie Itataia.